# Salman Hashimikov
Salman Alkhazurovich Hashimikov (en russe : Салман Алхазурович Хасимиков) (né le 5 avril 1953 en RSS kazakhe et mort le 28 mai 2025) est un lutteur et un catcheur (lutteur professionnel) soviétique. Il remporte au cours de sa carrière 4 titres mondiaux durant sa carrière de lutteur. Il est également une fois champion du monde IWGP durant sa carrière de catcheur.

## Carrière de catcheur

### New Japan Pro Wrestling (1989-1990)
Salman Hashimikov débute le 22 février 1989 en affrontant Victor Zangiev (en). Il remporte le championnat poids-lourds IWGP en battant Big Van Vader le 25 mai. Il perd son titre le 12 juillet face à Riki Choshu. Il s'associe ensuite avec Victor Zangiev et se font connaitre sous le nom des « Red Bull Army ». Il dispute son dernier match au sein de cette fédération le 14 septembre 1990 aux côtés de Zangiev en perdant contre Brad Rheingans et Steve Williams.

## Palmarès
- New Japan Pro Wrestling
  - 1 fois champion poids-lourd IWGP[4]